# Ignacio Mendy
Ignacio Mendy (* 29. června 2000 Buenos Aires) je argentinský ragbista hrající na pozici zadáka nebo křídla. Od roku 2022 působí v italském klubu Benetton Rugby. Je vysoký 187 cm a váží 90 kg. Jeho otec Christian Mendy byl také argentinským reprezentantem v ragby.
Je odchovancem týmu Club de Rugby Los Tilos z Buenos Aires. S argentinskou reprezentací v ragby 7 vyhrál na domácí půdě Letní olympijské hry mládeže 2018. Na Letních olympijských hrách 2020 pomohl Argentině k zisku bronzové medaile v sedmičkovém ragby. V olympijském turnaji zaznamenal dvacet bodů a položil rozhodující pětku v zápase o třetí místo proti Velké Británii. Za tým Jaguares hrál v Super Rugby i v americké kontinentální superlize. V dresu argentinské ragbyové reprezentace se v roce 2021 zúčastnil The Rugby Championship.